# 동승
동승(董承, ? ~ 200년 정월)은 후한 말기의 정치인이다. 헌제의 후궁 동귀인은 그의 딸이다.
장안을 나와 동쪽으로 가는 헌제를 호위하여 큰 공을 세웠다. 이후 조조의 권력이 막강해지자 그 제거를 도모하다가 사전에 발각되어 사형당했다. 동태후의 조카라는 설도 있으나 근거는 없다.

## 생애

### 황제 호위
동승은 동탁의 사위인 우보의 부곡장(部曲將)이었다. 195년(흥평 2년) 장제의 주선으로 헌제가 장안을 나와 홍농군으로 옮기게 되었다. 7월(음력, 이하 모두 음력), 곽사가 거기장군에, 양정이 후장군에, 양봉이 흥의장군(興義將軍)에, 동승이 안집장군(安集將軍)에 임명되어 헌제를 호위하였다. 장제는 표기장군이 되어 먼저 섬현(陝縣)으로 돌아갔다. 8월, 경조윤 신풍현(新豊縣)을 지나는데 곽사가 헌제를 우부풍 미현(郿縣)으로 빼돌리려했다. 양정, 양봉과 함께 이를 저지하니 곽사가 신변에 위험을 느끼고 대열에서 이탈하였다. 10월, 곽사의 부하 오습, 하육(夏育), 고석(高碩)이 불을 지르며 다시 헌제를 데려가려 하는 것도 격파하고 홍농군 화음현(華陰縣)에 이르렀다.
그곳에 주둔하던 영집장군(寧輯將軍) 단외가 여러 물품을 제공하며 헌제를 자신의 영으로 맞이하려 하였다. 다만 단외는 양정과의 사이가 좋지 않았던 탓에 혹시 변고가 생길지 몰라 말에서 내리지 않고 읍했는데, 양정과 친했던 시중(侍中) 충집이 이를 빌미로 ‘단외가 역심을 품었다’고 모함하였다. 태위 양표, 사도 조온, 시중 유애(劉艾), 상서(尙書) 양소(梁紹) 등이 죽어도 그럴 리 없다는데도 동승과 양정까지 ‘곽사군이 단외의 진영에 들어갔다’고 거짓말하는 바람에 헌제는 노숙을 하였다. 양정, 동승, 양봉은 십여 일간 단외를 공격하였다. 그런데도 단외는 헌제에 대한 지원을 지속했을 정도로 다른 뜻이 없었다. 결국 공격을 거두었다. 한편 헌제를 보내준 것을 후회하던 이각과 곽사는 단외를 구한다는 구실로 추격을 개시하였다.

### 필사의 탈출
11월, 동승과 양봉은 형주로 달아난 양정과는 달리 그대로 홍농현에 도착했으며, 장제의 서로 인질을 교환하고 헌제를 홍농현에 두자는 제안도 뿌리치고 더 동쪽으로 향하였다. 이에 장제도 이각, 곽사와 손잡고 헌제 일행을 습격하였다. 수없이 많은 자가 죽고, 수없이 많은 치중을 잃는 속에서도 간신히 조양간(曹陽澗)에 닿았다. 급히 옛 백파적(白波賊) 이락·한섬·호재(胡才), 그리고 남흉노의 거비(去卑)를 불러 이각, 곽사, 장제 3인방에게 대항하였다. 잠시 이각 등을 밀어내기도 하였으나 격전 끝에 거의 다 죽고 섣달에는 섬현까지 내몰렸다.
호분(虎賁)과 우림(羽林)은 채 백 명도 남지 않았다. 어쩔 수 없이 십여 장(丈) 높이의 강안 절벽을 내려가더라도 야음을 틈타 황하를 건너기로 하였다. 혹자는 기어 내려오다가 혹자는 뛰어내리다가 죽거나 다쳤으며, 가까스로 내려온 자들은 저마다 배에 오르려 발버둥 쳤다. 동승과 이락이 매달린 손가락들을 내리쳐서야 배가 겨우 나아갈 수 있었다. 잘린 손가락들이 나뒹굴고, 동사하거나 익사한 이들도 허다하여 그 참혹함은 이루 형언할 수가 없었다. 이각이 황하에서 나는 불빛을 보고 척후를 보냈다. 아직 북안에 닿지 않았기에 동승이 이불로 화살을 막을 장막을 쳤다. 비록 수십 인밖에 남지 않았지만 마침내 하동군 대양현(大陽縣)을 거쳐 안읍현(安邑縣)에 당도하였다. 하내태수 장양과 하동태수 왕읍(王邑)이 헌제를 도왔다. 동승은 위장군으로 승진하였다.

### 정쟁과 조조 암살 미수
196년(건안 원년) 2월, 환도 문제로 내분이 일어나 한섬의 공격을 받았다. 장양이 있는 야왕현(野王縣)으로 피한 후 미리 낙양의 황궁을 보수하였다. 5월, 드디어 환도가 결정되어 7월에는 헌제가 낙양 땅을 다시 밟게 되었다. 8월, 거기장군 양봉은 하남윤 양현(梁縣)으로 나가고 동승과 대장군 겸 사례교위 한섬만이 헌제를 곁에서 보좌하였다. 한섬이 자신의 공을 믿고 멋대로 정사에 관여하므로 동승은 연주목 조조를 슬쩍 끌어들였다. 조조는 한섬과 장양을 탄핵하였고 한섬은 주살당할까 두려워 양봉에게로 도피하였다. 동승과 보국장군(輔國將軍) 복완 등 13명은 열후(列侯)에 봉해졌다.
199년, 거기장군까지 올라 개부하였다. 지난날 허현(許縣)으로 천도한 이래 권력은 조조에게 집중되었다. 그 전횡을 견디지 못한 헌제로부터 조조를 제거하라는 밀조를 받고 좌장군 유비·편장군(偏將軍) 왕자복(왕복)·장수교위(長水校尉) 충집·의랑(議郞) 오석(吳碩)·장군 오자란(吳子蘭) 등과 모의하였다. 200년 정월, 계획이 누설되어 자신과 동귀인을 포함한 삼족이 멸족당하였다.

## 삼국지연의
사서가 아닌 소설 《삼국지연의》에서도 비슷한 역할로 등장하는데 조조 암살 미수 사건이 극적으로 묘사되었다.

### 배경
당시 조조는 유비와 함께 여포를 무찌르고 서주를 점령한다. 유비는 허도에 도착해 헌제를 만나 중상정왕 유승의 후손이라는 사실을 알려 유황숙이라는 칭호를 얻게 된다.
그러다가 조조가 헌제와 함께 사냥 도중 조조가 황제의 앞을 가로막고 대신 인사를 받는 사건이 일어나자 헌제는 황후 복황후의 아버지 복완과 모의하여 외척 동승을 시켜 제거하기로 한다.

### 연판장
이튿날 헌제는 외척 동승에게 편지를 숨긴 금포와 옥대를 내린다. 동승은 조조에게도 발각되지 않고 금포와 옥대를 집으로 가져가고 옥대에 불이 붙으면서 황제가 내린 편지를 읽게 된다.
동승은 믿을 만한 사람들을 모아 계획을 세우기 시작하고 이에 , 서량 태수 마등 등이 가담하고 그리고 마등은 예주 목사 유비도 추천하여 가담하게 하여 연판장에 서명을 한다.

### 사건 과정
그 뒤 유비는 199년 원술을 치기 위해 서주로 떠나고 마등도 서량에서 반란이 일어나자 서량으로 떠난다.
그 후 유비는 서주에서 조조의 부하이자 서주 자사 차주를 죽이고 조조의 부하 유대와 왕충을 격파하는 등 세력을 넓히자 서로 적이 되고 만다. 한편 동승은 유비가 떠난 뒤에도 계속 조조를 없앨 계획을 꾸미고 있었다.
동승의 의사이던 길평(吉平)도 조조의 암살에 가담한다. 길평은 조조가 두통에 걸린 틈을 타 독약을 먹여 죽일 음모를 꾸미지만 동승의 하인 진경동(秦慶童)이 그 계획을 듣고 조조에게로 가 밀고하면서 이미 발각되고 만다.
길평은 얼마 지나지 않아 조조에게 독약을 먹이려 하지만 이미 계획이 발각되자 자결하고 조조는 동승의 집에서 연판장과 옥대와 조서를 찾아내 유비와 마등을 제외한 동승과 오자란, 오석, 충집, 왕자복과 동승의 누이동생 동귀인 등 5명의 일가와 연관된 사람 700명이 처형된다.
이후 조조는 유비가 있는 서주를 공격해 서주 함락으로 서주를 평정하고 마등도 211년 불러내 처형한다. 이후 조조는 군사들을 시켜 철저하게 궁궐을 봉쇄했는데 황제가 외부의 사람과 결탁하지 못하도록 하는 것이었다.

## 가계
- 딸 : 동귀인(董貴人) - 헌제의 후궁. 아버지의 조조 암살 미수 사건에 연좌되어 임신한 몸으로 처형당하였다.[10]

## 참고 문헌
- 《후한서》72권 열전 제62 동탁
- 《후한서》9권 본기 제9 효헌제 유협

## 같이 보기
- 복황후의 조조 암살 미수 사건
- 경기와 위황의 난